# Метушня і рух
«Метушня і рух» (англ. Hustle & Flow) — американський незалежний фільм-драма, автором сценарію і режисером якого став Крейг Брюер, продюсерами — Джон Сінглтон і Стефані Еллейн. Реліз фільму відбувся 22 липня 2005 року. Головну роль у фільмі, сутенера, який мав бажання і прагнення стати репером, зіграв Терренс Говард.

## Сюжет
Репер ДіДжэй, а за сумісництвом сутенер дрібного сорту, намагається організувати запис свого першого альбому, в чому йому допомагають різні знайомі Мемфісу. Можливо, це його перший і останній шанс добитися хоча б чогось у світі хіп-хопу. Тому, коли він довідується, що суперзірка репу Скінні Блек приїжджає в його район, ДіДжей, щоб привернути увагу Скінні, вирішує втулити йому свій найкращий «товар»…

## В ролях
- Терренс Говард — ДіДжей
- Ентоні Андерсон — Кей
- Терін Меннінґ — Нола
- Тараджі П. Генсон — Шуг
- Ді-Джей Кволлс — Шелбі
- Ludacris — Скінні Блек
- Паула Джей Паркер — Лексус
- Еліз Ніл — Іветт
- Айзек Гейз — Арнел
- Джордан Г'юстон — Тігга
- Гейстак — Міккі

## Нагороди
Оскар, 2006 рік
Переможець:
- Найкраща пісня — «It's Hard Out Here for a Pimp»

Номінації:
- Найкращий актор — Терренс Говард

Золотий глобус, 2006 рік
Номінації:
- Найкраща чоловіча роль (драма) — Терренс Говард
- Премия канала «MTV», 2006 рік

Номінації:
- Найкращий поцілунок — Терренс Говард, Тараджі П. Генсон
- Найкращий актор чи актриса — Терренс Говард
- Прорив року — Тараджі П. Генсон